# A Tottenham Hotspur FC 2018–2019-es szezonja
Ez a szócikk az Tottenham Hotspur FC 2018–2019-es szezonjáról szól, mely a 41. és 27. a Premier League-ben, összességében pedig a 136. idénye a angol első osztályban. A klub ebben az idényben a bajnokságon kívül a két hazai kupasorozatban, az FA-kupában és a Ligakupában, valamint a Bajnokok Ligájában szerzett indulási jogot.

## Mezek
| Hazai | Vendég | 3. számú |

## Előszezon
A Tottenham Hotspur a 2018-19-es idény kezdete előtt az Egyesült Államokban vesz részt a 2018-as Nemzetközi Bajnokok Kupája elnevezésű tornán. A torna keretein belül júliusban Pasadénában a Barcelonával, San Diegóban az AS Romával, Minneapolis-ban pedig az AC Milan csapatával mérkőzik meg a Tottenham.
| 2018. július 25. |

| AS Roma                          | 1 – 4               | Tottenham Hotspur                                             |
| -------------------------------- | ------------------- | ------------------------------------------------------------- |
| Schick 3' (1 – 0) Pellegrini 34' | (1 – 4) Jegyzőkönyv | 9' (1 – 1) 18' (1 – 2) Llorente 28' (1 – 3) 44' (1 – 4) Moura |

| SDCCU Stadium, San Diego Egyesült Államok Nézőszám: 18 861 Játékvezető: Alejandro Mariscal (amerikai) |

| 2018. július 28. |

| Barcelona                            | 2 – 2               | Tottenham Hotspur                   |
| ------------------------------------ | ------------------- | ----------------------------------- |
| Munir (1 – 0) 15' Arthur (2 – 0) 29' | (2 – 0) Jegyzőkönyv | 73'(2 – 1) Szon 75'(2 – 2) N’Koudou |
| Büntetőpárbaj                        |                     |                                     |
| Palencia Ruiz Monchu Riqui Malcom    | 5–3                 | Szon Davies Georgiou Sánchez        |

| Rose Bowl, Pasadena Egyesült Államok Nézőszám: 66 805 Játékvezető: Kevin Stott (amerikai) |

| 2018. július 31. |

| Tottenham Hotspur              | 1–0               | AC Milan             |
| ------------------------------ | ----------------- | -------------------- |
| N’Koudou (1–0) 45+2' Eyoma 53' | (0–0) Jegyzőkönyv | 81' Mauri 84' Kessié |

| U.S. Bank Stadium, Minneapolis Egyesült Államok Nézőszám: 31.264 Játékvezető: Ismail Elfath (amerikai) |

### Barátságos mérkőzések
| 2018. július 18. |

| Tottenham Hotspur | 6–0   | Southend United |
| ----------------- | ----- | --------------- |
|                   | (0–0) |                 |

| U.S. Bank Stadium, Enfield Nézőszám: 0 |

| 2018. július 21. |

| Tottenham Hotspur                   | 2–1   | Brentford      |
| ----------------------------------- | ----- | -------------- |
| Llorente(1–0) 38' N’Koudou(2–1) 90' | (1–0) | 59'(1–1)Maupay |

| Enfield Nézőszám: 0 |

| 2018. augusztus 4. |

| Girona | 4–1               | Tottenham Hotspur |
| --- | ----------------- | ----------------- |
| Juanpe(1–1) 22' Lozano(2–1) 34' Portu(3–1) 53' A. García(4–1) 61' B. García 35' Granell 44' Muniesa 45+3' Soni 66' | (2–1) Jegyzőkönyv | 13' (0–1) Lucas   |

| Estadi Montilivi, Girona |

## Átigazolások
2018. évi nyári átigazolási időszak, 
 2019. évi téli átigazolási időszak

### Érkezők
| Mezszám | Poz. | Nemzet | Név                    | Kor | EU          | Honnan | Szerződés megnevezése  | Átigazolási időszak                 | Szerződés vége | Átigazolás összege | Forrás |
| ------- | ---- | ------ | ---------------------- | --- | ----------- | ------ | ---------------------- | ----------------------------------- | -------------- | ------------------ | ------ |
| 37      | V    | ENG    | Kyle Walker-Peters     | 21  | EU          | –      | Szerződés hosszabbítás | 2018. évi nyári átigazolási időszak | 2021           | –                  | [ 1 ]  |
| 6       | V    | COL    | Dávinson Sánchez       | 21  | EU-n kívüli | –      | Szerződés hosszabbítás | 2018. évi nyári átigazolási időszak | 2024           | –                  | [ 2 ]  |
| 38      | V    | USA    | Cameron Carter-Vickers | 20  | EU-n kívüli | –      | Szerződés hosszabbítás | 2018. évi nyári átigazolási időszak | 2021           | –                  | [ 3 ]  |
| 29      | KP   | ENG    | Harry Winks            | 22  | EU          | –      | Szerződés hosszabbítás | 2018. évi nyári átigazolási időszak | 2023           | –                  | [ 4 ]  |
| 13      | K    | NED    | Michel Vorm            | 34  | EU          | –      | Szerződés hosszabbítás | 2018. évi nyári átigazolási időszak | 2019           | –                  | [ 5 ]  |
| 10      | CS   | ENG    | Harry Kane             | 24  | EU          | –      | Szerződés hosszabbítás | 2018. évi nyári átigazolási időszak | 2024           | –                  | [ 6 ]  |

Összes kiadás:  €

### Távozók
| Mezszám | Dátum           | Poszt | Nemzet | Név             | Kor | Hová                     | Ár                        | jegyzet |
| ------- | --------------- | ----- | ------ | --------------- | --- | ------------------------ | ------------------------- | ------- |
|         | 2018. július 1. | KP    | /      | Keanan Bennetts | 19  | Borussia Mönchengladbach | nem hozták nyilvánosságra | [ 7 ]   |

Összes bevétel:  €

nettó bevétel:  €

## Premier League

### Augusztus
| 2018. augusztus 11. 12:30 (BST), (tv:Spíler1 TV) |

| Newcastle United                | 1–2               | Tottenham Hotspur                                    |
| ------------------------------- | ----------------- | ---------------------------------------------------- |
| Joselu (1–1) 11', 58' Diamé 90' | (1–2) Jegyzőkönyv | 8' (0–1) Vertonghen 18' (1–2) Alli 42' Dier 68' Kane |

| St James’ Park, Newcastle upon Tyne Nézőszám: 51 749 Játékvezető: Martin Atkinson (angol) |

| 2018. augusztus 18. 15:00 (BST) |

| Tottenham Hotspur                               | 3 – 1               | Fulham             |
| ----------------------------------------------- | ------------------- | ------------------ |
| Lucas(1–0) 43' Trippier(2–1) 74' Kane (3–1) 77' | (0 – 0) Jegyzőkönyv | 52' (1–1) Mitrović |

| Wembley Stadion, London Nézőszám: 58 297 Játékvezető: Anthony Taylor (angol) |

| 2018. augusztus 27. 20:00 (BST) |

| Manchester United        | 0 – 3               | Tottenham Hotspur                                          |
| ------------------------ | ------------------- | ---------------------------------------------------------- |
| Herrera 19' Valencia 58' | (0 – 0) Jegyzőkönyv | 50' (0–1)• 24' Kane 52'(0–2)• 84'(0–3)• 10' Lucas 77' Rose |

| Old Trafford, Greater Manchester Nézőszám: 74 400 Játékvezető: Craig Pawson (angol) |

### Szeptember
| 2018. szeptember 2. 16:00 (BST), (tv:Spíler1 TV) |

| Watford                                 | 2 – 1               | Tottenham Hotspur   |
| --------------------------------------- | ------------------- | ------------------- |
| Deeney (1 – 1) 69' Cathcart (2 – 1) 76' | (0 – 0) Jegyzőkönyv | 54'(0 – 1) Doucouré |

| Vicarage Road, Watford Nézőszám: 20 141 Játékvezető: Andre Marriner (angol) |

| 2018. szeptember 15. 12:30 (BST) |

| Tottenham Hotspur | 1 – 2               | Liverpool                 |
| ----------------- | ------------------- | ------------------------- |
| Lamela 90+3'      | (0 – 1) Jegyzőkönyv | 39' Wijnaldum 54' Firmino |

| Wembley Stadion, London Nézőszám: 80 188 Játékvezető: Michael Oliver (angol) |

| 2018. szeptember 22. 17:30 (BST) |

| Brighton & Hove Albion                 | 1 – 2               | Tottenham Hotspur                           |
| -------------------------------------- | ------------------- | ------------------------------------------- |
| Knockaert 90+3' Kayal 61' Bissouma 74' | (0 – 1) Jegyzőkönyv | 42' (11-esből) Kane 76' Lamela 49' Trippier |

| Falmer Stadion, Falmer Nézőszám: 30 531 Játékvezető: Chris Kavanagh (angol) |

| 2018. szeptember 29. 15:00 (BST) |

| Huddersfield Town         | 0 – 2               | Tottenham Hotspur                           |
| ------------------------- | ------------------- | ------------------------------------------- |
| Jørgensen 44' Billing 86' | (0 – 1) Jegyzőkönyv | 25', 34' (11-esből) Kane 67' Rose 81' Winks |

| John Smith's Stadion, Huddersfield Nézőszám: 23 885 Játékvezető: Craig Pawson (angol) |

### Október
| 2018. október 6. 15:00 (BST) |

| Tottenham Hotspur                             | 1 – 0               | Cardiff City             |
| --------------------------------------------- | ------------------- | ------------------------ |
| Dier 8' Sánchez 51' Kane 59' Alderweireld 68' | (1 – 0) Jegyzőkönyv | 58′ Joe Ralls 90+5'Arter |

| Wembley Stadion, London Nézőszám: 43 268 Játékvezető: Mike Dean (angol) |

| 2018. október 20. 15:00 (BST) |

| West Ham United                        | 0 – 1               | Tottenham Hotspur |
| -------------------------------------- | ------------------- | ----------------- |
| Noble 59' Arnautović 73' Snodgrass 80' | (0 – 1) Jegyzőkönyv | 44' Lamela        |

| London Stadion, Stratford Nézőszám: 56 921 Játékvezető: Martin Atkinson (angol) |

| 2018. október 29. 20:00 (BST) |

| Tottenham Hotspur            | 0 – 1               | Manchester City                       |
| ---------------------------- | ------------------- | ------------------------------------- |
| Lucas Moura 45' Davies 90+4' | (0 – 1) Jegyzőkönyv | 6' Mahrez 53' Laporte 61' Fernandinho |

| Wembley Stadion, London Nézőszám: 56 854 Játékvezető: Kevin Friend (angol) |

### November
| 2018. november 3. 19:45 (GMT) |

| Wolverhampton Wanderers                                 | 2 – 3               | Tottenham Hotspur                                       |
| ------------------------------------------------------- | ------------------- | ------------------------------------------------------- |
| Neves 68' (11-esből) Jiménez 79' (11-esből) Bennett 24' | (1 – 0) Jegyzőkönyv | 27' Lamela 30' Lucas Moura 61' Kane 78' Foyth 87' Winks |

| Molineux Stadion, Wolverhampton Nézőszám: 31 185 Játékvezető: Mike Dean (angol) |

| 2018. november 10. 17:30 (GMT) |

| Crystal Palace | 2 – 3               | Tottenham Hotspur   |
| -------------- | ------------------- | ------------------- |
| Tomkins 40'    | (1 – 0) Jegyzőkönyv | 66' Foyth 86' Winks |

| Selhurst Park, Selhurst Nézőszám: 25 685 Játékvezető: Jonathan Moss (angol) |

| 2018. november 24. 17:30 (GMT) |

| Tottenham Hotspur         | 3 – 1               | Chelsea                                          |
| ------------------------- | ------------------- | ------------------------------------------------ |
| Alli 8' Kane 16' Szon 24' | (2 – 0) Jegyzőkönyv | 85' Giroud 19' Rüdiger 45+3' Hazard 72' Jorginho |

| Wembley Stadion, London Nézőszám: 55 465 Játékvezető: Jonathan Moss (angol) |

### December
| 2018. december 2. 14:05 (GMT) |

| Arsenal                                                                                                | 4 – 2               | Tottenham Hotspur                                                            |
| --- | ------------------- | ---------------------------------------------------------------------------- |
| Aubameyang 10' (11-esből) Aubameyang 56' Lacazette 74' Torreira 77' Mustafi 37' Xhaka 49' Torreira 78' | (1 – 2) Jegyzőkönyv | 30' Dier 34' (11-esből) Kane 9′, 85′ Vertonghen 32' Dier 65' Alli 90' Aurier |

| Emirates, Holloway Nézőszám: 59 973 Játékvezető: Mike Dean (angol) |

| 2018. december 5. 20:00 (GMT) |

| Tottenham Hotspur                | 3 – 1               | Southampton  |
| -------------------------------- | ------------------- | ------------ |
| Kane 9' Lucas Moura 51' Szon 56' | (1 – 0) Jegyzőkönyv | 90+3' Austin |

| Wembley Stadion, London Nézőszám: 33 012 Játékvezető: Anthony Taylor (angol) |

| 2018. december 8. 19:45 (GMT) |

| Leicester City                    | 0 – 2               | Tottenham Hotspur           |
| --------------------------------- | ------------------- | --------------------------- |
| Mendy 16' Albrighton 64' Gray 81' | (0 – 1) Jegyzőkönyv | 45+1' Szon 58' Alli 9' Dier |

| King Power Stadion, Leicester Nézőszám: 31 957 Játékvezető: Craig Pawson (angol) |

| 2018. december 15. 15:00 (GMT) |

| Tottenham Hotspur | 1 – 0               | Burnley                |
| ----------------- | ------------------- | ---------------------- |
| Eriksen 90+1'     | (0 – 0) Jegyzőkönyv | 63' Brady 68' Bardsley |

| Wembley Stadion, London Nézőszám: 41 645 Játékvezető: Craig Pawson (angol) |

| 2018. december 23. 16:00 (GMT), (tv:Spíler1 TV) |

| Everton                    | 2 – 6 | Tottenham Hotspur                                                                 |
| -------------------------- | ----- | --------------------------------------------------------------------------------- |
| Walcott 21' Sigurðsson 51' |       | 27' Szon 35' Alli 42' Kane 48' Eriksen 61' Szon 74' Kane 32' Trippier 71' Eriksen |

| Goodison Park, Liverpool Nézőszám: 39 319 Játékvezető: Paul Tierney (angol) |

| 2018. december 26. 16:00 (GMT) |

| Tottenham Hotspur                                                   | 5 – 0               | Bournemouth |
| ------------------------------------------------------------------- | ------------------- | ----------- |
| Eriksen 16' Szon 23' Moura 23' Kane 61' Szon 70' Szon 76' Winks 87' | (3 – 0) Jegyzőkönyv | 45+4' Lerma |

| Wembley Stadion, London Nézőszám: 43 164 Játékvezető: Chris Kavanagh (angol) |

| 2018. december 29. 16:00 (GMT), (tv:Spíler1 TV) |

| Tottenham Hotspur                        | 1 – 3               | Wolverhampton Wanderers                               |
| ---------------------------------------- | ------------------- | ----------------------------------------------------- |
| Kane 22' Davies 16' Eriksen 42' Kane 81' | (1 – 0) Jegyzőkönyv | 72' Boly 83' Jiménez 87' Costa 81' Castro 84' Jiménez |

| Wembley Stadion, London Nézőszám: 46 356 Játékvezető: Stuart Attwell (angol) |

### Január
| 2019. január 1. 17:30 (GMT), (tv:Spíler1 TV) |

| Cardiff City | 0 – 3             | Tottenham Hotspur            |
| ------------ | ----------------- | ---------------------------- |
| Bamba 53'    | (0 –) Jegyzőkönyv | 3' Kane 12' Eriksen 26' Szon |

| Cardiff City Stadion, Cardiff, Wales Nézőszám: 32 485 Játékvezető: Kevin Friend (angol) |

| 2019. január 13. 17:30 (GMT) |

| Tottenham Hotspur | 0 – 1               | Manchester United                  |
| ----------------- | ------------------- | ---------------------------------- |
| Alli 50'          | (0 – 1) Jegyzőkönyv | 44' Rashford 67' Herrera 78' Pogba |

| Wembley Stadion, London Nézőszám: 80 062 Játékvezető: Mike Dean (angol) |

| 2019. január 20. 17:00 (GMT) |

| Fulham                                     | 1 – 2               | Tottenham Hotspur                         |
| ------------------------------------------ | ------------------- | ----------------------------------------- |
| Llorente 17' (öngól) Mitrović 74' Seri 75' | (1 – 0) Jegyzőkönyv | 52' Alli 90+3' Winks 74' Sánchez 79' Rose |

| Craven Cottage, Fulham Nézőszám: 24 807 Játékvezető: Craig Pawson (angol) |

| 2019. január 30. 21:00 (GMT) |

| Tottenham Hotspur     | 2 – 1               | Watford                                                           |
| --------------------- | ------------------- | ----------------------------------------------------------------- |
| Szon 80' Llorente 87' | (0 – 1) Jegyzőkönyv | 38' Cathcart 46' Mariappa 74' Capoue 90+1' Holévasz 90+3' Success |

| Wembley Stadion, London Nézőszám: 29 164 Játékvezető: Graham Scott (angol) |

### Február
| 2019. február 2. 12:30 (GMT) |

| Tottenham Hotspur | 1 – 0               | Newcastle United |
| ----------------- | ------------------- | ---------------- |
| Szon 83'          | (0 – 0) Jegyzőkönyv | 65' Yedlin       |

| Wembley Stadion, London, Anglia Nézőszám: 41 219 Játékvezető: Andre Marriner (angol) |

| 2019. február 10. 13:30 (GMT) |

| Tottenham Hotspur                                          | 3 – 1               | Leicester City          |
| ---------------------------------------------------------- | ------------------- | ----------------------- |
| Sánchez 33' Eriksen 63' Szon 90+1' Szon 16' Vertonghen 20' | (0 – 0) Jegyzőkönyv | 76' Vardy 85' Tielemans |

| Wembley Stadion, London, Anglia Nézőszám: 44 154 Játékvezető: Michael Oliver (angol) |

| 2019. február 23. 12:30 (GMT) |

| Burnley                          | 2 – 1               | Tottenham Hotspur                          |
| -------------------------------- | ------------------- | ------------------------------------------ |
| Wood 57' Barnes 83' Bardsley 72' | (0 – 0) Jegyzőkönyv | 65' Kane 65' Llorente 69' Foyth 86' Lamela |

| Turf Moor, Burnley, Anglia Nézőszám: 21 338 Játékvezető: Mike Dean (angol) |

| 2019. február 27. 20:00 (GMT) |

| Chelsea                                         | 2 – 0               | Tottenham Hotspur |
| ----------------------------------------------- | ------------------- | ----------------- |
| Pedro 57' Trippier 84' (öngól) David Luiz 90+4' | (0 – 0) Jegyzőkönyv | 90+4' Kane        |

| Stamford Bridge, Fulham, London, Anglia Nézőszám: 40 542 Játékvezető: Andre Marriner (angol) |

### Március
| 2019. március 2. 12:30 (GMT) |

| Tottenham Hotspur                                    | 1 – 1               | Arsenal                                           |
| ---------------------------------------------------- | ------------------- | ------------------------------------------------- |
| Kane 83' (11-esből) Lamela 63' Rose 69' Llorente 84' | (0 – 1) Jegyzőkönyv | 16' Ramsey 58' Mhitarján 74' Xhaka 90+5′ Torreira |

| Wembley Stadion, London, Anglia Nézőszám: 81 332 Játékvezető: Anthony Taylor (angol) |

| 2019. március 9. 15:00 (GMT) |

| Southampton                                                                                 | 2 – 1               | Tottenham Hotspur                      |
| ------------------------------------------------------------------------------------------- | ------------------- | -------------------------------------- |
| Valery 76' Ward-Prowse 81' Oriol Romeu 10' Valery 22' Pierre-Emile Højbjerg 78' Redmond 88' | (0 – 1) Jegyzőkönyv | 26' Kane 79' Walker-Peters 88' Sissoko |

| St. Mary Stadion, Southampton, Anglia Nézőszám: 31 890 Játékvezető: Kevin Friend (angol) |

| 2019. március 31. 16:30 (BST) |

| Liverpool                            | 2 – 1               | Tottenham Hotspur |
| ------------------------------------ | ------------------- | ----------------- |
| Firmino 16' Alderweireld 90' (öngól) | (0 – 1) Jegyzőkönyv | 70' • 79' Moura   |

| Anfield, Liverpool, Anglia Nézőszám: 53 322 Játékvezető: Martin Atkinson (angol) |

### Április
| 2019. április 3. 19:45 (BST) |

| Tottenham Hotspur             | 2 – 0               | Crystal Palace |
| ----------------------------- | ------------------- | -------------- |
| Szon 55' Eriksen 80' Alli 29' | (0 – 0) Jegyzőkönyv |                |

| Wembley Stadion, London, Anglia Nézőszám: 59 215 Játékvezető: Andre Marriner (angol) |

| 2019. április 13. 12:30 (BST) |

| Tottenham Hotspur                                            | 4 – 0               | Huddersfield Town   |
| ------------------------------------------------------------ | ------------------- | ------------------- |
| Wanyama 24' Moura 27' • 87' • 90+3' Foyth 60' Vertonghen 76' | (0 – 0) Jegyzőkönyv | 45' Löwe 66' Bacuna |

| Tottenham Hotspur Stadion, Tottenham, London, Anglia Nézőszám: 58 308 Játékvezető: Lee Mason (angol) |

| 2019. április 20. 12:30 (BST) |

| Manchester City         | 1 – 0               | Tottenham Hotspur            |
| ----------------------- | ------------------- | ---------------------------- |
| Foden 5' Sterling 90+3' | (0 – 0) Jegyzőkönyv | 86' Wanyama 90+3' Vertonghen |

| Etihad Stadion, Manchester, Anglia Nézőszám: 54 489 Játékvezető: Michael Oliver (angol) |

| 2019. április 23. 19:45 (BST) |

| Tottenham Hotspur | 1 – 0               | Brighton & Hove Albion  |
| ----------------- | ------------------- | ----------------------- |
| Eriksen 88' • 46' | (0 – 0) Jegyzőkönyv | 35' Andone 75' Bernardo |

| Tottenham Hotspur Stadion, Tottenham, London, Anglia Nézőszám: 56 251 Játékvezető: Chris Kavanagh (angol) |

| 2019. április 27. 12:30 (BST) |

| Tottenham Hotspur | 0 – 1               | West Ham United                          |
| ----------------- | ------------------- | ---------------------------------------- |
|                   | (0 – 0) Jegyzőkönyv | 67' Antonio 26' Snodgrass 86' Fredericks |

| Tottenham Hotspur Stadion, Tottenham, Anglia Nézőszám: 60 043 Játékvezető: Anthony Taylor (angol) |

### Május
| 2019. május 4. 19:45 (BST) |

| Bournemouth           | 1 – 0               | Tottenham Hotspur                                                                 |
| --------------------- | ------------------- | --------------------------------------------------------------------------------- |
| Aké 90+1' Lerma 90+4' | (0 – 0) Jegyzőkönyv | 11' Dier 23' Alderweireld 40' Sissoko 43′ Szon 48′ Foyth 90+3' Wanyama 90+3' Alli |

| Dean Court, Bournemouth, Anglia Nézőszám: 19 491 Játékvezető: Craig Pawson (angol) |

| 2019. május 12. 15:00 (BST) |

| Tottenham Hotspur   | 2 – 2               | Everton                                          |
| ------------------- | ------------------- | ------------------------------------------------ |
| Dier 3' Eriksen 75' | (1 – 0) Jegyzőkönyv | 69' Walcott 72' Tosun 71' Schneiderlin 90' Digne |

| Tottenham Hotspur Stadion, Tottenham, Anglia Nézőszám: 60 124 Játékvezető: Andre Marriner (angol) |

## FA-kupa
| 2019. január 19:45 |

| Tranmere Rovers | 0 – 7               | Tottenham Hotspur                                                              |
| --------------- | ------------------- | ------------------------------------------------------------------------------ |
| Banks 87'       | (0 – 1) Jegyzőkönyv | 40' Aurier 48' Llorente 55' Aurier 57' Szon 71' Llorente 72' Llorente 82' Kane |

| Prenton Park, Birkenhead Nézőszám: 12 553 Játékvezető: Andre Marriner (angol) |

| 2019. január 26. 16:00 |

| Crystal Palace                                                     | 2 – 0               | Tottenham Hotspur     |
| ------------------------------------------------------------------ | ------------------- | --------------------- |
| Wickham 9' Andros Townsend 34' (11-esből) Benteke 90+2' Zaha 90+3' | (2 – 0) Jegyzőkönyv | 55' Sánchez 59' Foyth |

| Selhurst Park, Selhurst, London Nézőszám: 19 491 Játékvezető: Kevin Friend (angol) |

## EFL Kupa
| 2018. szeptember 26. 20:00 (BST) |

| Tottenham Hotspur                         | 2 – 2 (h. u.)       | Watford                             |
| ----------------------------------------- | ------------------- | ----------------------------------- |
| Alli 82' (11-esből) Lamela 86' Lamela 87' | (0 – 1) Jegyzőkönyv | 46' Success 89' Capoue 81′ Kabasele |
| Büntetőpárbaj                             |                     |                                     |
| Szon Lamela Llorente Alli                 | 4–2                 | Success Capoue Hughes Quina         |

| Stadium MK, Denbigh Nézőszám: 23 650 Játékvezető: Lee Mason (angol) |

| 2018. október 31. 19:45 (GMT) |

| West Ham United | 1 – 3               | Tottenham Hotspur              |
| --------------- | ------------------- | ------------------------------ |
| Pérez 71'       | (0 – 1) Jegyzőkönyv | 16' Szon 54' Szon 75' Llorente |

| London Stadion, Stratford, London Nézőszám: 50 270 Játékvezető: Stuart Attwell (angol) |

| 2018. december 19. 20:45 (GMT) |

| Arsenal                   | 0 – 2               | Tottenham Hotspur                        |
| ------------------------- | ------------------- | ---------------------------------------- |
| Guendouzi 45+2' Xhaka 77' | (0 – 1) Jegyzőkönyv | 21' Szon 59' Alli 85' Alli 90+4' Eriksen |

| Emirates, Holloway Nézőszám: 59 016 Játékvezető: Jonathan Moss (angol) |

| 2019. január 8. 19:45 (GMT) |

| Tottenham Hotspur                                    | 1 – 0               | Chelsea  |
| ---------------------------------------------------- | ------------------- | -------- |
| Kane 26' (11-esből) Winks 29' Sánchez 59' Lamela 82' | (1 – 0) Jegyzőkönyv | 25' Kepa |

| Wembley Stadion, London Nézőszám: 44 371 Játékvezető: Michael Oliver (angol) |

| 2019. január 24. 19:45 (GMT) |

| Chelsea                                                     | 2 – 1 (h. u.)       | Tottenham Hotspur                     |
| ----------------------------------------------------------- | ------------------- | ------------------------------------- |
| Kanté 27' Hazard 38' Jorginho 53' Kanté 56' Azpilicueta 66' | (2 – 0) Jegyzőkönyv | 50' Llorente 73' Sissoko              |
| Büntetőpárbaj                                               |                     |                                       |
| Willian Azpilicueta Jorginho Luiz                           | 4–2                 | Eriksen Azpilicueta Lamela Dier Moura |

| Stamford Bridge, Fulham Nézőszám: 38 610 Játékvezető: Martin Atkinson (angol) |

## Bajnokok Ligája

### B csoport
| Hely. | Csapat            | M | Gy | D | V | G+ | G– | Gk | P  | Továbbjutás                                |  | BAR | TOT | INT | PSV |
| ----- | ----------------- | - | -- | - | - | -- | -- | -- | -- | ------------------------------------------ |  | --- | --- | --- | --- |
| 1.    | FC Barcelona      | 6 | 4  | 2 | 0 | 14 | 5  | +9 | 14 | Továbbjutott az egyenes kieséses szakaszba |  | —   | 1–1 | 2–0 | 4–0 |
| 2.    | Tottenham Hotspur | 6 | 2  | 2 | 2 | 9  | 10 | −1 | 8  | Továbbjutott az egyenes kieséses szakaszba |  | 2–4 | —   | 1–0 | 2–1 |
| 3.    | Internazionale    | 6 | 2  | 2 | 2 | 6  | 7  | −1 | 8  | Átkerült az Európa-ligába                  |  | 1–1 | 2–1 | —   | 1–1 |
| 4.    | PSV Eindhoven     | 6 | 0  | 2 | 4 | 6  | 13 | −7 | 2  |                                            |  | 1–2 | 2–2 | 1–2 | —   |

1. 1 2  Egymás elleni idegenben szerzett gólok: Tottenham Hotspur 1, Internazionale 0.

| 2018. szeptember 18. 18:55 |

| Internazionale          | 2–1               | Tottenham Hotspur |
| ----------------------- | ----------------- | ----------------- |
| Icardi 86' Vecino 90+2' | (0–0) Jegyzőkönyv | Eriksen 53'       |

| San Siro, Milánó Nézőszám: 64 123 Játékvezető: Clément Turpin (francia) |

| 2018. október 3. 21:00 (20:00 BST) |

| Tottenham Hotspur   | 2–4               | FC Barcelona                          |
| ------------------- | ----------------- | ------------------------------------- |
| Kane 52' Lamela 66' | (0–2) Jegyzőkönyv | Coutinho 2' Rakitić 28' Messi 56' 90' |

| Wembley Stadion, London Nézőszám: 82 137 Játékvezető: Felix Zwayer (német) |

| 2018. október 24. 18:55 |

| PSV Eindhoven          | 2–2               | Tottenham Hotspur  |
| ---------------------- | ----------------- | ------------------ |
| Lozano 30' De Jong 87' | (1–1) Jegyzőkönyv | Lucas 39' Kane 55' |

| Philips Stadion, Eindhoven Nézőszám: 35 000 Játékvezető: Slavko Vinčić (szlovén) |

| 2018. november 6. 21:00 (20:00 GMT) |

| Tottenham Hotspur | 2–1               | PSV Eindhoven |
| ----------------- | ----------------- | ------------- |
| Kane 78' 89'      | (0–1) Jegyzőkönyv | De Jong 2'    |

| Wembley Stadion, London Nézőszám: 46 588 Játékvezető: Ivan Kružliak (szlovák) |

| 2018. november 28. 21:00 (20:00 GMT) |

| Tottenham Hotspur                                | 1 – 0               | Internazionale         |
| ------------------------------------------------ | ------------------- | ---------------------- |
| Eriksen 80' Alderweireld 28' Lamela 45' Szon 73' | (0 – 0) Jegyzőkönyv | 70' De Vrij 81' Valero |

| Wembley Stadion, London Nézőszám: 57 132 Játékvezető: Cüneyt Çakır (török) |

| 2018. december 11. 21:00, (tv:Spíler2 TV) |

| FC Barcelona          | 1 – 1               | Tottenham Hotspur                 |
| --------------------- | ------------------- | --------------------------------- |
| Dembélé 7' Semedo 68' | (1 – 0) Jegyzőkönyv | 85' Lucas Moura 15' Walker-Peters |

| Camp Nou, Barcelona Nézőszám: 69 961 Játékvezető: Milorad Mažić (szerb) |

### Nyolcaddöntők
| 2019. február 13. 21:00 |

| Tottenham Hotspur                               | 3 – 0               | Dortmund    |
| ----------------------------------------------- | ------------------- | ----------- |
| Szon 47' Vertonghen 83' Llorente 83' Aurier 12' | (0 – 0) Jegyzőkönyv | 53' Delaney |

| Tottenham Hotspur stadion, London Nézőszám: 71 214 Játékvezető: Antonio Mateu Lahoz (spanyol) |

| 2019. március 5. |

| Dortmund | 0 – 1               | Tottenham Hotspur |
| -------- | ------------------- | ----------------- |
|          | (0 – 0) Jegyzőkönyv | 49' Kane          |

| Westfalenstadion, Dortmund Nézőszám: 66 099 Játékvezető: Danny Makkelie (holland) |

### Negyeddöntők
| 2019. április 9. 21:00 |

| Tottenham Hotspur | 1 – 0               | Manchester City        |
| ----------------- | ------------------- | ---------------------- |
| Szon 78' Rose 12' | (0 – 0) Jegyzőkönyv | 28' Laporte 59' Mahrez |

| Tottenham Hotspur stadion, London Nézőszám: 60 044 Játékvezető: Björn Kuipers (holland) |

| 2019. április 17. 20:00 (BST) |

| Manchester City                                  | 4 – 3               | Tottenham Hotspur                                                 |
| ------------------------------------------------ | ------------------- | ----------------------------------------------------------------- |
| Sterling 4' • 21' B. Silva 11' Sergio Agüero 59' | (3 – 2) Jegyzőkönyv | 7' • 10' • 48' Szon 73' Llorente 41' Sissoko 54' Rose 77' Wanyama |

| Etihad Stadion, Manchester Nézőszám: 53 348 Játékvezető: Cüneyt Çakır (török) |

### Elődöntők
| 2019. április 30. 20:00 |

| Tottenham Hotspur | 0 – 1               | Ajax                                       |
| ----------------- | ------------------- | ------------------------------------------ |
|                   | (0 – 1) Jegyzőkönyv | 15' Van de Beek 30' Tagliafico 63' Veltman |

| Tottenham Hotspur stadion, Tottenham, London Nézőszám: 60 243 Játékvezető: Antonio Mateu Lahoz (spanyol) |

| 2019. május 8. 20:00 (BST) |

| Ajax                                         | 2 – 3               | Tottenham Hotspur                        |
| -------------------------------------------- | ------------------- | ---------------------------------------- |
| De Ligt 5' Zíjes 35' Dolberg 77' Onana 90+5' | (2 – 0) Jegyzőkönyv | 55' Moura 59' Moura 90+6' Moura 76' Rose |

| Johan Cruijff Arena, Amszterdam, Hollandia Nézőszám: 52 641 Játékvezető: Felix Brych (német) |

### Döntő
| 2019. június 1. 20:00 (BST) (tv:M4 Sport) |

| Tottenham Hotspur | 0 – 2               | Liverpool                      |
| ----------------- | ------------------- | ------------------------------ |
|                   | (0 – 1) Jegyzőkönyv | 2' (11-esből) Szaláh 87' Origi |

| Wanda Metropolitano Stadion, Madrid, Spanyolország Nézőszám: 63 272 Játékvezető: Damir Skomina (szlovén) |

| Tottenham | Liverpool |

| GK                  | 1  | Hugo Lloris (c)    |  |     |
| RB                  | 2  | Kieran Trippier    |  |     |
| CB                  | 4  | Toby Alderweireld  |  |     |
| CB                  | 5  | Jan Vertonghen     |  |     |
| LB                  | 3  | Danny Rose         |  |     |
| CM                  | 17 | Moussa Sissoko     |  | 74' |
| CM                  | 8  | Harry Winks        |  | 66' |
| RW                  | 20 | Dele Alli          |  | 81' |
| AM                  | 23 | Christian Eriksen  |  |     |
| LW                  | 7  | Szon Hungmin       |  |     |
| CF                  | 10 | Harry Kane         |  |     |
| Cserék:             |    |                    |  |     |
| GK                  | 13 | Michel Vorm        |  |     |
| GK                  | 22 | Paulo Gazzaniga    |  |     |
| DF                  | 6  | Dávinson Sánchez   |  |     |
| DF                  | 16 | Kyle Walker-Peters |  |     |
| DF                  | 21 | Juan Foyth         |  |     |
| DF                  | 24 | Serge Aurier       |  |     |
| DF                  | 33 | Ben Davies         |  |     |
| MF                  | 11 | Erik Lamela        |  |     |
| MF                  | 12 | Victor Wanyama     |  |     |
| MF                  | 15 | Eric Dier          |  | 74' |
| MF                  | 27 | Lucas Moura        |  | 66' |
| FW                  | 18 | Fernando Llorente  |  | 81' |
| Vezetőedző:         |    |                    |  |     |
| Mauricio Pochettino |    |                    |  |     |

| GK           | 13 | Alisson                 |  |     |
| RB           | 66 | Trent Alexander-Arnold  |  |     |
| CB           | 32 | Joël Matip              |  |     |
| CB           | 4  | Virgil van Dijk         |  |     |
| LB           | 26 | Andrew Robertson        |  |     |
| CM           | 14 | Jordan Henderson (c)    |  |     |
| CM           | 3  | Fabinho                 |  |     |
| CM           | 5  | Georginio Wijnaldum     |  | 62' |
| RF           | 11 | Mohamed Szaláh          |  |     |
| CF           | 9  | Roberto Firmino         |  | 58' |
| LF           | 10 | Sadio Mané              |  | 90' |
| Cserék:      |    |                         |  |     |
| GK           | 22 | Simon Mignolet          |  |     |
| GK           | 62 | Caoimhin Kelleher       |  |     |
| DF           | 6  | Dejan Lovren            |  |     |
| DF           | 12 | Joe Gomez               |  | 90' |
| DF           | 18 | Alberto Moreno          |  |     |
| MF           | 7  | James Milner            |  | 62' |
| MF           | 20 | Adam Lallana            |  |     |
| MF           | 21 | Alex Oxlade-Chamberlain |  |     |
| MF           | 23 | Xherdan Shaqiri         |  |     |
| FW           | 15 | Daniel Sturridge        |  |     |
| FW           | 24 | Rhian Brewster          |  |     |
| FW           | 27 | Divock Origi            |  | 58' |
| Vezetőedző:  |    |                         |  |     |
| Jürgen Klopp |    |                         |  |     |

| A mérkőzés legjobbja: Virgil van Dijk (Liverpool) Asszisztensek: Jure Praprotnik (szlovén) Robert Vukan (szlovén) Negyedik játékvezető: Antonio Mateu Lahoz (spanyol) Videóbírók: Danny Makkelie (holland) Videóbíró asszisztensek: Pol van Boekel (holland) Felix Zwayer (német) Külső videóbíró: Mark Borsch (német) | Szabályok - 90 perc játékidő. - 30 perces ráadás döntetlen esetén. - Tizenegyesek döntetlen esetén. - Tizenkét nevezhető cserejátékos. - Maximum három bevethető csere, hosszabbítás esetén plusz egy. |

### Statisztikák
| Statisztikák                 | Tottenham Hotspur | Liverpool |
| ---------------------------- | ----------------- | --------- |
| Gólok                        | 0                 | 1         |
| Az összes kapura tartó lővés | 2                 | 8         |
| Kaput eltalált lövések       | 0                 | 2         |
| Védések                      | 1                 | 0         |
| Labdabirtoklás               | 60%               | 40%       |
| Szögletek                    | 2                 | 6         |
| Szabálytalanságok            | 2                 | 4         |
| Lesek                        | 1                 | 1         |
| Sárga lapok                  | 0                 | 0         |
| Piros lapok                  | 0                 | 0         |

| Statisztikák              | Tottenham Hotspur | Liverpool |
| ------------------------- | ----------------- | --------- |
| Gólok                     | 0                 | 1         |
| Összes kapura tartó lővés | 14                | 6         |
| Kaput eltalált lővések    | 8                 | 1         |
| Védések                   | 0                 | 8         |
| Labdabirtoklások          | 61%               | 39%       |
| Szögletek                 | 6                 | 3         |
| Szabálytalanságok         | 3                 | 2         |
| Lesek                     | 2                 | 1         |
| Sárga lapok               | 0                 | 0         |
| Piros lapok               | 0                 | 0         |

| Statisztikák              | Tottenham Hotspur | Liverpool |
| ------------------------- | ----------------- | --------- |
| Gólok                     | 0                 | 2         |
| Összes kapura tartó lővés | 16                | 14        |
| Kaput eltalált lővések    | 8                 | 3         |
| Védések                   | 1                 | 8         |
| Labdabirtoklások          | 61%               | 39%       |
| Szögletek                 | 8                 | 9         |
| Szabálytalanságok         | 5                 | 6         |
| Lesek                     | 3                 | 2         |
| Sárga lapok               | 0                 | 0         |
| Piros lapok               | 0                 | 0         |

## Jelenlegi keret
2018. január 31.
| #  |     | Poszt | Név                         |
| -- | --- | ----- | --------------------------- |
| 1  | FRA | K     | Hugo Lloris ()              |
| 2  | ENG | V     | Kieran Trippier             |
| 3  | ENG | V     | Danny Rose                  |
| 4  | BEL | V     | Toby Alderweireld           |
| 5  | BEL | V     | Jan Vertonghen (3. számú C) |
| 6  | COL | V     | Dávinson Sánchez            |
| 7  | KOR | CS    | Szon Hungmin                |
| 10 | ENG | CS    | Harry Kane (helyettes-C)    |
| 11 | ARG | KP    | Erik Lamela                 |
| 12 | KEN | KP    | Victor Wanyama              |
| 13 | NED | K     | Michel Vorm                 |
| 15 | ENG | KP    | Eric Dier                   |

| #  |     | Poszt | Név                |
| -- | --- | ----- | ------------------ |
| 17 | FRA | KP    | Moussa Sissoko     |
| 18 | SPA | CS    | Fernando Llorente  |
| 19 | BEL | KP    | Mousa Dembélé      |
| 20 | ENG | KP    | Dele Alli          |
| 21 | ARG | V     | Juan Foyth         |
| 22 | ARG | K     | Paulo Gazzaniga    |
| 23 | DEN | KP    | Christian Eriksen  |
| 24 | CIV | V     | Serge Aurier       |
| 27 | BRA | KP    | Lucas Moura        |
| 29 | ENG | KP    | Harry Winks        |
| 33 | WAL | V     | Ben Davies         |
| 37 | ENG | V     | Kyle Walker-Peters |

## Statisztika
2019. június 1-jén frissítve
| Kiírás               | Statisztikák | Statisztikák | Statisztikák | Statisztikák | Statisztikák | Statisztikák | Statisztikák | Kezdő forduló/ helyezés | Végső forduló/ helyezés | Mérkőzések dátumai   | Mérkőzések dátumai | Mérkőzések dátumai |
| Kiírás               | M            | GY           | D            | V            | LG–KG        | GK           | Gy %         | Kezdő forduló/ helyezés | Végső forduló/ helyezés | Első                 | Utolsó             | Következő          |
| -------------------- | ------------ | ------------ | ------------ | ------------ | ------------ | ------------ | ------------ | ----------------------- | ----------------------- | -------------------- | ------------------ | ------------------ |
| Premier League       | 38           | 23           | 02           | 013          | 67 – 39      | +28          | 60.53        | 8                       | 4                       | 2018. augusztus 11.  | 2019. május 12.    |                    |
| FA-kupa              | 02           | 01           | 0            | 01           | 7 – 02       | +5           | 50.00        | (legjobb 32)            | 4. forduló              | 2019. január 4.      | 2019. január 27.   |                    |
| League Kupa          | 05           | 03           | 01           | 01           | 9 – 05       | +4           | 60.00        | (legjobb 32)            | Elődöntős               | 2018. szeptember 26. | 2019. január 24.   |                    |
| UEFA-bajnokok ligája | 013          | 06           | 02           | 05           | 20 – 019     | +1           | 46.15        | Csoportkör              | Döntős                  | 2018. szeptember 18. | 2019. június 1.    |                    |
| Összesen             | 58           | 034          | 05           | 020          | 103 – 65     | +38          | 56.90        | —                       | —                       | —                    | —                  | —                  |

| Összesen | Összesen | Összesen | Összesen | Összesen | Összesen | Összesen | Otthon | Otthon | Otthon | Otthon | Otthon | Otthon | Idegenben | Idegenben | Idegenben | Idegenben | Idegenben | Idegenben |
| M        | GY       | D        | V        | LG–KG    | GK       | P        | M      | GY     | D      | V      | LG–KG  | GK     | M         | GY        | D         | V         | LG–KG     | GK        |
| -------- | -------- | -------- | -------- | -------- | -------- | -------- | ------ | ------ | ------ | ------ | ------ | ------ | --------- | --------- | --------- | --------- | --------- | --------- |
| 38       | 23       | 2        | 13       | 67–39    | +28      | 71       | 19     | 12     | 2      | 5      | 34–16  | +18    | 34        | 11        | 0         | 8         | 33–23     | +10       |

### Helyezések fordulónként
| Forduló  | 1  | 2  | 3  | 4 | 5 | 6  | 7  | 8  | 9  | 10 | 11 | 12 | 13 | 14 | 15 | 16 | 17 | 18 | 19 | 20 | 21 | 22 | 23 | 24 | 25 | 26 | 27 | 28 | 29 | 30 | 31 | 32 | 33 | 34 | 35 | 36 | 37 | 38 |
| -------- | -- | -- | -- | - | - | -- | -- | -- | -- | -- | -- | -- | -- | -- | -- | -- | -- | -- | -- | -- | -- | -- | -- | -- | -- | -- | -- | -- | -- | -- | -- | -- | -- | -- | -- | -- | -- | -- |
| Helyszín | I  | O  | I  | I | O | I  | I  | O  | I  | I  | O  | I  | O  | I  | O  | I  | O  | I  | O  | O  | I  | O  | I  | O  | O  | O  | I  | I  | O  | I  | I  | O  | O  | I  | O  | O  | I  | O  |
| Eredmény | GY | GY | GY | V | V | GY | GY | GY | GY | V  | GY | GY | GY | V  | GY | GY | GY | GY | GY | V  | GY | V  | GY | GY | GY | GY | V  | V  | D  | V  | V  | GY | GY | V  | GY | V  | V  | D  |
| Helyezés | 8  | 5  | 2  | 5 | 6 | 5  | 4  | 5  | 5  | 5  | 4  | 4  | 3  | 5  | 3  | 3  | 3  | 3  | 2  | 3  | 3  | 3  | 3  | 3  | 3  | 3  | 3  | 3  | 3  | 3  | 4  | 3  | 3  | 3  | 3  | 3  | 4  | 4  |

Helyszín: O = Otthon; I = Idegenben. Eredmény: GY = Győzelem; D = Döntetlen; V = Vereség.
A csapat helyezései fordulónként, idővonalon ábrázolva.

### Keret statisztika
2019. május 12-én lett frissítve.
| Mezszám                   | Poszt | Név                    | Bajnokság     | Bajnokság | FA-kupa       | FA-kupa | Ligakupa      | Ligakupa | Bajnokok Ligája | Bajnokok Ligája | Összesen      | Összesen | Lapok | Lapok |
| Mezszám                   | Poszt | Név                    | Pályára lépés | Gól       | Pályára lépés | Gól     | Pályára lépés | Gól      | Pályára lépés   | Gól             | Pályára lépés | Gól      |       |       |
| ------------------------- | ----- | ---------------------- | ------------- | --------- | ------------- | ------- | ------------- | -------- | --------------- | --------------- | ------------- | -------- | ----- | ----- |
| 1                         | GK    | Hugo Lloris            | 33            | 0         | 0             | 0       | 0             | 0        | 10              | 0               | 43            | 0        | 0     | 1     |
| 2                         | DF    | Kieran Trippier        | 27            | 1         | 1             | 0       | 2             | 0        | 7               | 0               | 37            | 1        | 3     | 0     |
| 3                         | DF    | Danny Rose             | 27            | 0         | 0             | 0       | 3             | 0        | 7               | 0               | 36            | 0        | 2     | 0     |
| 4                         | DF    | Toby Alderweireld      | 34            | 0         | 0             | 0       | 4             | 0        | 11              | 0               | 49            | 0        | 3     | 0     |
| 5                         | DF    | Jan Vertonghen         | 22            | 1         | 1             | 0       | 1             | 0        | 9               | 1               | 33            | 2        | 3     | 0     |
| 6                         | DF    | Dávinson Sánchez       | 23            | 1         | 2             | 0       | 4             | 0        | 8               | 0               | 37            | 0        | 3     | 0     |
| 7                         | FW    | Szon Hungmin           | 31            | 12        | 1             | 1       | 4             | 3        | 11              | 4               | 47            | 20       | 3     | 0     |
| 8                         | MF    | Harry Winks            | 26            | 1         | 0             | 0       | 5             | 0        | 9               | 0               | 40            | 0        | 5     | 0     |
| 9                         | FW    | Vincent Janssen        | 3             | 0         | 0             | 0       | 0             | 0        | 0               | 0               | 3             | 0        | 0     | 0     |
| 10                        | FW    | Harry Kane             | 28            | 17        | 1             | 1       | 2             | 1        | 8               | 5               | 39            | 24       | 5     | 0     |
| 11                        | MF    | Erik Lamela            | 19            | 4         | 1             | 0       | 4             | 1        | 9               | 1               | 33            | 6        | 4     | 0     |
| 12                        | KP    | Victor Wanyama         | 13            | 1         | 1             | 0       | 2             | 0        | 7               | 0               | 22            | 1        | 1     | 0     |
| 13                        | GK    | Michel Vorm            | 2             | 0         | 0             | 0       | 0             | 0        | 2               | 0               | 4             | 0        | 1     | 0     |
| 14                        | MF    | Georges-Kévin N’Koudou | 1             | 0         | 1             | 0       | 1             | 0        | 0               | 0               | 3             | 0        | 0     | 0     |
| 15                        | MF    | Eric Dier              | 20            | 3         | 1             | 0       | 1             | 0        | 5               | 0               | 27            | 3        | 5     | 0     |
| 16                        | DF    | Kyle Walker-Peters     | 6             | 0         | 2             | 0       | 1             | 0        | 1               | 0               | 10            | 0        | 1     | 0     |
| 17                        | MF    | Moussa Sissoko         | 29            | 0         | 0             | 0       | 5             | 0        | 9               | 0               | 43            | 0        | 0     | 0     |
| 18                        | FW    | Fernando Llorente      | 20            | 1         | 2             | 3       | 4             | 2        | 8               | 2               | 34            | 8        | 0     | 0     |
| 20                        | MF    | Dele Alli              | 25            | 5         | 1             | 0       | 4             | 2        | 7               | 0               | 37            | 7        | 2     | 0     |
| 21                        | DF    | Juan Foyth             | 12            | 1         | 2             | 0       | 1             | 0        | 2               | 0               | 17            | 1        | 1     | 0     |
| 22                        | GK    | Paulo Gazzaniga        | 3             | 0         | 2             | 0       | 5             | 0        | 1               | 0               | 11            | 0        | 0     | 0     |
| 23                        | MF    | Christian Eriksen      | 35            | 8         | 0             | 0       | 4             | 0        | 11              | 2               | 50            | 10       | 3     | 0     |
| 24                        | DF    | Serge Aurier           | 8             | 0         | 1             | 2       | 3             | 0        | 5               | 0               | 17            | 2        | 1     | 0     |
| 27                        | MF    | Lucas Moura            | 32            | 10        | 2             | 0       | 3             | 0        | 11              | 5               | 47            | 15       | 2     | 0     |
| 33                        | DF    | Ben Davies             | 27            | 0         | 1             | 0       | 3             | 0        | 9               | 0               | 40            | 0        | 2     | 0     |
| 40                        | MF    | Luke Amos              | 1             | 0         | 0             | 0       | 0             | 0        | 0               | 0               | 1             | 0        | 0     | 0     |
| 47                        | MF    | George Marsh           | 0             | 0         | 1             | 0       | 0             | 0        | 0               | 0               | 1             | 0        | 0     | 0     |
| 50                        | FW    | Kazaiah Sterling       | 1             | 0         | 0             | 0       | 0             | 0        | 0               | 0               | 1             | 0        | 0     | 0     |
| 52                        | MF    | Oliver Skipp           | 7             | 0         | 2             | 0       | 2             | 0        | 0               | 0               | 11            | 0        | 0     | 0     |
| 53                        | DF    | Timothy Eyoma          | 0             | 0         | 1             | 0       | 0             | 0        | 0               | 0               | 1             | 0        | 0     | 0     |
| Már nem tagja a csapatnak |       |                        |               |           |               |         |               |          |                 |                 |               |          |       |       |
| 19                        | MF    | Mousa Dembélé          | 10            | 0         | 0             | 0       | 1             | 0        | 2               | 0               | 13            | 0        | 2     | 0     |

### Góllövőlista
2019. május 12-én lett frissítve.
| #        | Poszt    | Mezszám  | Név               | Premier League | FA-kupa | EFL Kupa | Bajnokok ligája | Összesen |
| -------- | -------- | -------- | ----------------- | -------------- | ------- | -------- | --------------- | -------- |
| 1        | ST       | 10       | Harry Kane        | 17             | 1       | 1        | 5               | 24       |
| 2        | ST       | 7        | Szon Hungmin      | 12             | 1       | 3        | 4               | 20       |
| 3        | MF       | 27       | Lucas Moura       | 10             | 0       | 0        | 5               | 15       |
| 4        | MF       | 23       | Christian Eriksen | 8              | 0       | 0        | 2               | 10       |
| 5        | ST       | 18       | Fernando Llorente | 1              | 3       | 2        | 2               | 8        |
| 6        | MF       | 20       | Dele Alli         | 5              | 0       | 2        | 0               | 7        |
| 7        | MF       | 11       | Erik Lamela       | 4              | 0       | 1        | 1               | 6        |
| 8        | MF       | 15       | Eric Dier         | 3              | 0       | 0        | 0               | 3        |
| 9        | DF       | 5        | Jan Vertonghen    | 1              | 0       | 0        | 1               | 2        |
| 9        | DF       | 24       | Serge Aurier      | 0              | 2       | 0        | 0               | 2        |
| 11       | DF       | 2        | Kieran Trippier   | 1              | 0       | 0        | 0               | 1        |
| 11       | DF       | 6        | Dávinson Sánchez  | 1              | 0       | 0        | 0               | 1        |
| 11       | MF       | 8        | Harry Winks       | 1              | 0       | 0        | 0               | 1        |
| 11       | MF       | 12       | Victor Wanyama    | 1              | 0       | 0        | 0               | 1        |
| 11       | DF       | 21       | Juan Foyth        | 1              | 0       | 0        | 0               | 1        |
| Összesen | Összesen | Összesen | Összesen          | 66             | 7       | 9        | 20              | 102      |

### Gólpasszok
2019. január 8-án lett frissítve.
| Mezszám | Poz. | Nemzet | Név                | Premier League | Bajnokok Ligája | FA-kupa | EFL kupa | Összesen |
| ------- | ---- | ------ | ------------------ | -------------- | --------------- | ------- | -------- | -------- |
| 23      | KP   | DEN    | Christian Eriksen  | 7              | 1               | 0       | 1        | 9        |
| 7       | KP   | KOR    | Szon Hungmin       | 5              | 1               | 2       | 0        | 8        |
| 10      | CS   | ENG    | Harry Kane         | 3              | 1               | 0       | 1        | 5        |
| 2       | V    | ENG    | Kieran Trippier    | 3              | 1               | 0       | 0        | 4        |
| 11      | KP   | ARG    | Erik Lamela        | 2              | 2               | 0       | 0        | 4        |
| 20      | KP   | ENG    | Dele Alli          | 1              | 1               | 1       | 1        | 4        |
| 16      | V    | ENG    | Kyle Walker-Peters | 3              | 0               | 0       | 0        | 3        |
| 52      | KP   | ENG    | Oliver Skipp       | 0              | 0               | 2       | 0        | 2        |
| 24      | V    | CIV    | Serge Aurier       | 2              | 0               | 0       | 0        | 2        |
| 6       | V    | COL    | Dávinson Sánchez   | 1              | 0               | 0       | 0        | 1        |
| 3       | V    | ENG    | Danny Rose         | 1              | 0               | 0       | 0        | 1        |
| 17      | KP   | FRA    | Moussa Sissoko     | 1              | 0               | 0       | 0        | 1        |
| 19      | KP   | BEL    | Mousa Dembélé      | 0              | 0               | 0       | 1        | 1        |
| 27      | KP   | BRA    | Lucas Moura        | 0              | 0               | 1       | 0        | 1        |

### Lapok
Legutóbb 2019. január 8-án lett frissítve.
| #        | Poszt              | Név           | Premier League | Premier League | FA-Kupa   | FA-Kupa   | EFL Kupa  | EFL Kupa  | Bajnokok ligája | Bajnokok ligája | Összesen  | Összesen  |
| #        | Poszt              | Név           | Sárga lap      | kiállítva      | Sárga lap | kiállítva | Sárga lap | kiállítva | Sárga lap       | kiállítva       | Sárga lap | kiállítva |
| -------- | ------------------ | ------------- | -------------- | -------------- | --------- | --------- | --------- | --------- | --------------- | --------------- | --------- | --------- |
| 1        | CS                 | Harry Kane    | 4              | 0              | 0         | 0         | 0         | 0         | 1               | 0               | 5         | 0         |
| 1        | KP                 | Harry Winks   | 4              | 0              | 0         | 0         | 1         | 0         | 0               | 0               | 5         | 0         |
| 3        | KP                 | Eric Dier     | 3              | 0              | 0         | 0         | 0         | 0         | 1               | 0               | 4         | 0         |
| 3        | KP                 | Erik Lamela   | 0              | 0              | 0         | 0         | 2         | 0         | 2               | 0               | 4         | 0         |
| 3        | 4                  |               |                |                |           |           |           |           |                 |                 |           |           |
| V        | Jan Vertonghen     | 2             | 0              | 0              | 0         | 0         | 0         | 1         | 0               | 3               | 0         |           |
| V        | Toby Alderweireld  | 1             | 0              | 0              | 0         | 0         | 0         | 2         | 0               | 3               | 0         |           |
| V        | Kieran Trippier    | 2             | 0              | 0              | 0         | 0         | 0         | 1         | 0               | 3               | 0         |           |
| KP       | Christian Eriksen  | 2             | 0              | 0              | 0         | 1         | 0         | 0         | 0               | 3               | 0         |           |
| V        | Dávinson Sánchez   | 1             | 0              | 0              | 0         | 1         | 0         | 1         | 0               | 3               | 0         |           |
| 9        | KP                 | Lucas Moura   | 2              | 0              | 0         | 0         | 0         | 0         | 0               | 0               | 2         | 0         |
| 9        | V                  | Danny Rose    | 2              | 0              | 0         | 0         | 0         | 0         | 0               | 0               | 2         | 0         |
| 9        | KP                 | Mousa Dembélé | 1              | 0              | 0         | 0         | 0         | 0         | 1               | 0               | 2         | 0         |
| 9        | CS                 | Szon Hungmin  | 0              | 0              | 0         | 0         | 0         | 0         | 2               | 0               | 2         | 0         |
| 9        | KP                 | Dele Alli     | 1              | 0              | 0         | 0         | 1         | 0         | 0               | 0               | 2         | 0         |
| 9        | DF                 | Ben Davies    | 2              | 0              | 0         | 0         | 0         | 0         | 0               | 0               | 2         | 0         |
| 15       |                    |               |                |                |           |           |           |           |                 |                 |           |           |
| DF       | Juan Foyth         | 0             | 0              | 0              | 0         | 1         | 0         | 0         | 0               | 1               | 0         |           |
| V        | Serge Aurier       | 1             | 0              | 0              | 0         | 0         | 0         | 0         | 0               | 1               | 0         |           |
| K        | Michel Vorm        | 0             | 0              | 0              | 0         | 0         | 0         | 1         | 0               | 1               | 0         |           |
| KP       | Victor Wanyama     | 0             | 0              | 0              | 0         | 0         | 0         | 1         | 0               | 1               | 0         |           |
| V        | Kyle Walker-Peters | 0             | 0              | 0              | 0         | 0         | 0         | 1         | 0               | 1               | 0         |           |
| K        | Hugo Lloris        | 0             | 0              | 0              | 0         | 0         | 0         | 0         | 1               | 0               | 1         |           |
| Összesen | Összesen           | Összesen      | 29             | 0              | 0         | 0         | 7         | 0         | 15              | 1               | 51        | 1         |

### Kapusteljesítmények
Az alábbi táblázatban a csapat kapusainak teljesítményét tüntettük fel.
A felkészülési mérkőzéseket nem vettük figyelembe.
2019. június 1-jén frissítve.
| Helyezés | Kapus           | Bajnokság       | Bajnokság         | FA-Kupa         | FA-Kupa           | Angol Ligakupa  | Angol Ligakupa    | Bajnokok Ligája | Bajnokok Ligája   | Összesen        | Összesen          |
| Helyezés | Kapus           | Összes mérkőzés | Ebből gól nélküli | Összes mérkőzés | Ebből gól nélküli | Összes mérkőzés | Ebből gól nélküli | Összes mérkőzés | Ebből gól nélküli | Összes mérkőzés | Ebből gól nélküli |
| -------- | --------------- | --------------- | ----------------- | --------------- | ----------------- | --------------- | ----------------- | --------------- | ----------------- | --------------- | ----------------- |
| 1        | Hugo Lloris     | 33              | 12                | 0               | 0                 | 0               | 0                 | 11              | 3                 | 44              | 15                |
| 2        | Paulo Gazzaniga | 3               | 1                 | 2               | 1                 | 5               | 2                 | 1               | 0                 | 11              | 4                 |
| 3        | Michel Vorm     | 2               | 0                 | 0               | 0                 | 0               | 0                 | 2               | 0                 | 4               | 0                 |
| Összesen | Összesen        | 38              | 13                | 2               | 1                 | 5               | 2                 | 14              | 3                 | 49              | 19                |

## Tabella
| Hely. | Csapat                    | M  | Gy | D  | V  | G+ | G– | Gk  | P  | Továbbjutás vagy kiesés      |
| ----- | ------------------------- | -- | -- | -- | -- | -- | -- | --- | -- | ---------------------------- |
| 1.    | Manchester City CV (B, C) | 38 | 32 | 2  | 4  | 95 | 23 | +72 | 98 | Bajnokok Ligája-csoportkör   |
| 2.    | Liverpool                 | 38 | 30 | 7  | 1  | 89 | 22 | +67 | 97 | Bajnokok Ligája-csoportkör   |
| 3.    | Chelsea                   | 38 | 21 | 9  | 8  | 63 | 39 | +24 | 72 | Bajnokok Ligája-csoportkör   |
| 4.    | Tottenham Hotspur         | 38 | 23 | 2  | 13 | 67 | 39 | +28 | 71 | Bajnokok Ligája-csoportkör   |
| 5.    | Arsenal                   | 38 | 21 | 7  | 10 | 73 | 51 | +22 | 70 | Európa-liga-csoportkör       |
| 6.    | Manchester United         | 38 | 19 | 9  | 10 | 65 | 54 | +11 | 66 | Európa-liga-csoportkör       |
| 7.    | Wolverhampton Wanderers Ú | 38 | 16 | 9  | 13 | 47 | 46 | +1  | 57 | Európa-liga 2. selejtezőkör  |
| 8.    | Everton                   | 38 | 15 | 9  | 14 | 54 | 46 | +8  | 54 |                              |
| 9.    | Leicester City            | 38 | 15 | 7  | 16 | 51 | 48 | +3  | 52 |                              |
| 10.   | West Ham United           | 38 | 15 | 7  | 16 | 52 | 55 | −3  | 52 |                              |
| 11.   | Watford                   | 38 | 14 | 8  | 16 | 52 | 59 | −7  | 50 |                              |
| 12.   | Crystal Palace            | 38 | 14 | 7  | 17 | 51 | 53 | −2  | 49 |                              |
| 13.   | Newcastle United          | 38 | 12 | 9  | 17 | 42 | 48 | −6  | 45 |                              |
| 14.   | Bournemouth               | 38 | 13 | 6  | 19 | 56 | 70 | −14 | 45 |                              |
| 15.   | Burnley                   | 38 | 11 | 7  | 20 | 45 | 68 | −23 | 40 |                              |
| 16.   | Southampton               | 38 | 9  | 12 | 17 | 45 | 65 | −20 | 39 |                              |
| 17.   | Brighton & Hove Albion    | 38 | 9  | 9  | 20 | 35 | 60 | −25 | 36 |                              |
| 18.   | Cardiff City Ú (K)        | 38 | 10 | 4  | 24 | 34 | 69 | −35 | 34 | Kiesik az EFL Championshipbe |
| 19.   | Fulham Ú (K)              | 38 | 7  | 5  | 26 | 34 | 81 | −47 | 26 | Kiesik az EFL Championshipbe |
| 20.   | Huddersfield Town (K)     | 38 | 3  | 7  | 28 | 22 | 76 | −54 | 16 | Kiesik az EFL Championshipbe |